# Le Pin-au-Haras
Le Pin-au-Haras – miejscowość i gmina we Francji, w regionie Normandia, w departamencie Orne.
Według danych na rok 1990 gminę zamieszkiwało 415 osób, a gęstość zaludnienia wynosiła 48 osób/km² (wśród 1815 gmin Dolnej Normandii Le Pin-au-Haras plasuje się na 498. miejscu pod względem liczby ludności, natomiast pod względem powierzchni na miejscu 598.).